# Heta Asset Resolution
Die Heta Asset Resolution AG in Auflösung (Firmenwortlaut laut Firmenbuch in Großbuchstaben) war eine Abbaugesellschaft (Bad Bank) im Eigentum der Republik Österreich mit Sitz in Klagenfurt. Sie hatte den gesetzlichen Auftrag, den notleidenden Teil der 2009 verstaatlichten Hypo Alpe Adria so effektiv und wertschonend wie möglich zu verwerten.
Die Heta Asset Resolution AG ist Rechtsnachfolgerin der Hypo Alpe Adria Bank International AG, die am 30. Oktober 2014 ihre Banklizenz zurückgab und in eine Abbaueinheit umgewandelt wurde. Die Verwertung ist im Rahmen der Abbauziele so rasch wie möglich zu bewerkstelligen. Die Heta Asset Resolution AG verfügt über lokale Tochtergesellschaften in Österreich, Italien, Slowenien, Kroatien, Bosnien und Herzegowina, Serbien, Montenegro, Mazedonien, Bulgarien, Deutschland und Ungarn. Das laufende Bankgeschäft ist seit der Deregulierung eingestellt.
Der Portfolioabbau der Heta wurde im Jahr 2021 abgeschlossen. Mit Feststellungsbescheid der Finanzmarktaufsichtsbehörde vom 29. Dezember 2021 ist die Heta in aktienrechtliche Liquidation gegangen und firmiert nun unter "Heta Asset Resolution AG i.A.

## Leitung
Der Vorstand der Heta Asset Resolution AG bestand ab 1. September 2017 aus Martin Handrich, Arnold Schiefer und Alexander Tscherteu. Der ab 2015 amtierende Vorstand Sebastian Prinz von Schoenaich-Carolath schied mit 31. August 2017 aus dem Unternehmen aus. Vorsitzender des Aufsichtsrats ist seit der Umfirmierung in eine Abbaueinheit im Herbst 2014 Michael Mendel. Mit Ende März 2019 verließ Arnold Schiefer die Heta.
Nachdem die Heta im Jahr 2021 ihre Aufgaben vollständig erfüllen konnte, wurde die Auflösung der Aktiengesellschaft beschlossen. Als Abwickler wurden Mag. Martin Handrich und Mag. Stefan Rossmanith eingesetzt.

## Abwicklung Passivseite
Die Entscheidung für eine geordnete Abwicklung der Hypo-Nachfolgegesellschaft Heta Asset Resolution AG im Gegensatz zu einer Insolvenz ist eng verknüpft mit gesetzlichen Haftungen des Landes Kärnten für einen Großteil der Schulden der Heta Asset Resolution. Laut Heta-Bilanz zum 31. Dezember 2014 haftete das Land Kärnten als Ausfallbürge für 10,2 Milliarden Euro (2013: 12,2 Mrd.).
Am 1. März 2015 informierte die Heta Asset Resolution AG nach einem Asset Quality Review (Vermögensprüfung) über eine vermögensmäßige Unterdeckung in einer Bandbreite von rund 4,0 Milliarden Euro bis rund 7,6 Milliarden Euro.
Ebenfalls am 1. März 2015 beschloss der Bund unter Finanzminister Hans Jörg Schelling, der Heta kein zusätzliches Geld mehr zur Verfügung zu stellen. Entsprechend hat die österreichische Finanzmarktaufsichtsbehörde (FMA) als Abwicklungsbehörde die Abwicklung der Heta Asset Resolution AG eingeleitet. Bezüglich ihrer Schulden wurde ein Moratorium bis zum 31. Mai 2016 verhängt. Die Abwicklung stützt sich auf das seit 1. Jänner 2015 geltende Bankensanierungs- und Abwicklungsgesetz (BaSAG), mit dem auch private Gläubiger einbezogen werden können.
Betroffen von dem Zahlungsstopp waren vor allem deutsche Versicherungen und Banken – unter anderem Commerzbank, Pfandbriefbank, Düsseldorfer Hypothekenbank, Norddeutsche Landesbank. In Österreich waren vor allem die österreichischen Hypobanken betroffen. Zahlreiche Gläubiger klagten vor Gericht.
Am 7. Mai 2015 einigten sich die Republik Österreich und die ehemalige Hypo-Mutter BayernLB auf einen Vergleich im Rechtsstreit um Milliarden-Rückforderungen der BayernLB an die Hypo Alpe Adria Bank. Gegen eine Abschlagszahlung der Republik Österreich von 1,23 Milliarden Euro oder 45 Prozent aller Bayern-Forderungen wurden alle Rechtsstreitigkeiten beigelegt.
Am 10. April 2016 legte die Finanzmarktaufsicht per Bescheid die Eckdaten der weiteren Abwicklung der Heta Asset Resolution AG fest. Dabei verordnete sie unter anderem einen Schuldenschnitt von 100 Prozent für alle nachrangigen Verbindlichkeiten sowie einen Schuldenschnitt von 53,98 Prozent für alle vorrangigen Verbindlichkeiten.
Nach drohenden Milliardenklagen von Gläubigern und einem gescheiterten Anlauf einigten sich Finanzminister Hans Jörg Schelling und Gläubigervertreter am 18. Mai 2016 auf ein Alternativ-Angebot des Landes Kärnten zum Rückkauf aller Hypo-Verbindlichkeiten und der damit verbundenen Haftungen.
Am 10. Oktober 2016 informierte der Kärntner Ausgleichszahlungsfonds (KAF), dass 98,7 Prozent aller Gläubiger das Alternativ-Angebot des Landes Kärnten angenommen hätten. Eine Insolvenz Kärntens sei damit vom Tisch. Als Kosten werden 7,8 bis 10,5 Milliarden Euro genannt – abhängig davon, für welche Variante sich die Gläubiger entscheiden. Das Land Kärnten zahlt 1,2 Milliarden Euro, der Bund trägt das Risiko der Ergebnisse der HETA-Vermögensverwertung.
Per Vorstellungsbescheid hat die Finanzmarktaufsicht am 2. Mai 2017 den im April 2016 erlassenen Schuldenschnitt für die Gläubiger verringert: Die Vorrang-Gläubiger erhalten nun 64,4 Prozent ihrer Forderungen (zuvor 46,02 Prozent). Der Schuldenschnitt für Nachranggläubiger blieb unverändert.
Am 30. Juni 2017 wurde in einer außerordentlichen Hauptversammlung entschieden, dass die Heta im Sommer 2017 aufgrund der bisherigen Abbauerfolge 5,8 Milliarden Euro vorzeitig an die Gläubiger ausschüttet. Bis zum Ende des Abbaus 2020 wird ein Verwertungsergebnis von 9,6 Milliarden Euro erwartet.

## Abwicklung Aktivseite
Ziel der Heta Asset Resolution AG ist es, bis 2020 die verbliebenen Vermögenswerte der ehemaligen Hypo Alpe Adria so effektiv und wertschonend wie möglich zu verwerten.
Im Oktober 2015 veröffentlichte die Heta Asset Resolution einen Mittelfristplan mit dem Ziel, bis 2020 aus der Verwertung ihrer Assets Barmittel in Höhe von 6,3 Milliarden Euro zu generieren. Da die Verwertung besser voranging als erwartet, erhöhte die Heta Asset in ihrem im August 2016 veröffentlichten Abwicklungsplan den erwarteten Cash-Bestand für 2020 auf 7,7 Milliarden Euro.
Am 30. Juni 2017 wurde entschieden, aufgrund der bisherigen Abbauerfolge 5,8 Milliarden Euro vorzeitig an die Gläubiger auszuschütten. Im Juli 2017 verkündete die Heta im aktualisierten Finanzplan zum GSA, den Abbau bis 2020 zu beenden und in Summe 9,6 Milliarden Euro zu lukrieren.

## Zentrale Verkaufserfolge
Am 23. Dezember 2014 gingen die ehemaligen Balkantöchter der Hypo Alpe Adria Bank International AG an ein Bieterkonsortium aus dem US-Fonds Advent und der Osteuropabank EBRD. Gemäß EU-Vorgabe war die Reprivatisierung des Netzwerks bis Mitte 2015 vorgesehen. Bis zum Closing firmierten die Balkantöchter unter der Bezeichnung Hypo Group Alpe Adria AG. Die Hypo SEE Holding AG umfasste sechs Bankenbeteiligungen in fünf Ländern in Südosteuropa (Slowenien, Kroatien, Bosnien und Herzegowina, Serbien, Montenegro) mit einer Bilanzsumme von rund 8,4 Milliarden Euro, 245 Filialen und 1,15 Millionen Kunden. Am 17. Juli 2015 wurde der Deal schließlich finalisiert.
Fahrzeuge, Maschinen und Einzelimmobilien verwertet die Heta Asset Resolution laufend online. Bis Februar 2015 wurden 1.400 Einzelobjekte im Wert von 50 Millionen Euro verkauft.
Am 16. September 2015 verkaufte die Heta Asset Resolution das kroatische 5-Sterne-Hotel Grand Hotel LAV samt Marina an die tschechischen Odien Hotels N.V.
Am 28. Juni 2016 verkaufte die Heta Asset Resolution ein Immobilien-Paket mit 31 Einkaufszentren und Bürogebäude in Südosteuropa an den US-Fonds Lone Star. Als Kaufpreis wurden 350 Millionen Euro kolportiert, offiziell wurde der Kaufpreis nicht bestätigt.
Am 5. Juli 2016 verkaufte die Heta Asset Resolution die italienische Leasing-Tochter an den US-Fonds Bain Capital. Der Buchwert betrug 657 Millionen Euro, der Kaufpreis wurde nicht genannt.
Am 31. August 2016 verkaufte die Heta Asset Resolution mit dem Planet Tuš eines der größten Einkaufszentren in Slowenien an das Investmenthaus Greenbay Investments. Ein Kaufpreis wurde nicht angegeben.
Am 25. August 2016 informierte die Heta Asset Resolution, dass der Bargeld-Bestand aufgrund der positiven Verkaufserfolge bereits auf 5,3 Milliarden Euro angewachsen sei.
Am 23. Dezember 2016 informierte die Heta Asset Resolution, sie habe mit der Addiko Bank AG, der Käuferin des ehemaligen Osteuropa-Netzwerkes, eine Bereinigung aller wechselseitigen Ansprüche vereinbart. Die Addiko zahlte an die Heta für noch ausstehende Kredite knapp eine Milliarde Euro.
Am 6. Februar 2017 unterzeichnete die Heta Asset Resolution den Verkauf von notleidenden Krediten im Ausmaß von 163 Millionen Euro im Zusammenhang mit vier Fachmarkt- und Einkaufszentren in Kroatien an die österreichische Supernova-Gruppe.
Am 27. Juni 2017 unterzeichnete die Heta einen Verkaufsvertrag für die Bulgarien-Tochter.